# Іванов Сергій Дмитрович
Сергі́й Дми́трович Івано́в (сценічне прізвище — Варягін; нар. 25 січня 1872, Харків — пом. 27 січня 1923, Берлін) — співак (бас).

## Життєпис
Закінчив Харківське музичне училище РМТ і Санкт-Петербурзьку консерваторію (1896).
Вокальну майстерність удосконалював в Італії.
1897 року дебютував на сцені в Казані (антреприза М. Бородая).
Виступав на оперних сценах Житомира, Кам'янця-Подільського, Нижнього Новгорода, Кисловодська, Москви (антреприза О. А. Церетелі), Санкт-Петербурга (антреприза К. Гвіді, 1902; Народний дім, 1903; Нова опера, 1904—1905), Києва (Київська опера, 1905—1906).
Разом з М. Бочаровим, Є. Єгоровим, В. Селявіним 1906 року в Києві брав участь у виконанні вокальних квартетів Моцарта, Шуберта, Шуманна, Бородіна.
Від 1907 — соліст Опери Солодовникова у Москві.
Гастролював у Дрездені (1908), Берліні (1911), Мілані (1913, театр «Ла Скала»).
Мав понад 60 записів на грамплатівки («Омокорд», «Стелла», 1910; «Одеон», 1912; «Сфінкс», 1913).
Помер 27 січня 1923 року. Похований в Берліні на православному кладовищі Тегель в четвертому ряду п'ятого кварталу. Його дружина Альвіна Йоганна Іванова (Фрідріх), 1887 року народження, померла 26 жовтня 1968 року і похована поряд з чоловіком.

## Партії
- Сусанін («Життя за царя» М. Глінки)
- Мельник («Русалка» О. Даргомижського)
- Варлаам («Борис Годунов» М. Мусоргського)
- Кончак («Князь Ігор» О. Бородіна)
- Малюта Скуратов, Голова, Варязький гість («Царева наречена», «Майська ніч», «Садко» М. Римського-Корсакова)
- Кецал («Продана наречена» Б. Сметани)
- Мефістофель («Фауст» Ш. Ґуно)
- Марсель («Гуґеноти» Дж. Мейєрбера)